# كيري تانر
كيري تانر (بالإنجليزية: Kerry Tanner)‏ هو لاعب اتحاد الرغبي نيوزلندي، ولد في 25 أبريل 1945 في هاميلتون في نيوزيلندا.